# Simon Pfaff de Pfaffenhoffen
Simon Pfaff de Pfaffenhoffen, né à Vienne le 1er mai 1715 et décédé le 17 juillet 1784 à Avallon, est un baron autrichien, sculpteur du décor de l'abbaye de Valloires (Somme).

## Biographie
Simon Pfaff de Pfaffenhoffen, baron autrichien, est né à Vienne le 1er mai 1715, au sein d'une famille de noble lignée de chambellans et conseillers intimes des empereurs. Fils cadet du baron Jean Pfaff de Pfaffenhoffen (officier) et de Barbe d'Eusseim-Sindarlangin, gouvernante des archiduchesses futures épouses de l'électeur de Saxe et roi de Pologne et de l'empereur Charles VII. Exilé en France après un double homicide (à la suite d'un duel mortel à la cour de Vienne avec un de ses camarades élève officier, il tue l'officier chargé de son arrestation).
Réfugié en France, à l'abbaye prémontrée de saint-Martin de Laon,  il est parrain du peintre Jean Simon Berthélemy, la présence de Pfaff de Pfaffenhoffen à ce baptême permet de le savoir en France dès 1745.
Il s’établit à Saint-Riquier en 1750 où il se maria, en 1751,  avec la fille du notaire. Sept enfants sont nés de cette union. Sa femme décéda en 1773.
Il fut nommé sculpteur figuriste du comte d'Artois, frère de Louis XVI, le futur Charles X, et s'installa à Avallon en 1783.
Il fut réintégré dans la noblesse autrichienne à titre posthume par l’Empereur Joseph II.

## Un sculpteur et un ébéniste réputé
Dans son atelier installé à Abbeville, il travailla le bois, la pierre, le marbre, la terre cuite. Son talent lui permit de réaliser une œuvre abondante et riche.
Il a décoré l’église abbatiale de l'Abbaye de Valloires de manière somptueuse en collaboration avec le ferronnier Jean-Baptiste Veyren. On lui doit :
- le buffet d'orgues en chêne et tilleul sculpté d'instruments de musique,
- le mobilier liturgique (confessionnal, autel latéral, maître-autel, stalles),
- les sculptures de Moïse, Aaron, Pierre, Paul, saint Martin, Bernard de Clairvaux...

Il a décoré également de boiseries sculptées, la salle capitulaire et la sacristie de l’abbatiale.
À Saint-Riquier, il décora de lambris sculptés sa demeure, l'hôtel du Cygne (classé Monument historique), 14, rue de l'Hôpital, où il vécut de 1750 à 1783. Il réalisa le maître-autel de la chapelle de l'Hôtel-Dieu dont le retable est orné des statues de saint Nicolas et saint Augustin et de deux médaillons en bas-relief représentant Jésus guérissant un malade et Jésus recevant l'hospitalité chez Marthe et Marie.
Il a aussi sculpté des portes d'hôtels particuliers à Abbeville. Il décora le château de Brailly-Cornehotte (Somme).
On trouve également certaines de ses œuvres au musée d'Avallon et au musée Hohenzollern à Berlin.

## Pour approfondir